# Bni Zrantel
Bni Zrantel (franska: Bni Zrantel (CR), Bni Zrantel (Commune Rurale), arabiska: عين قيشر) är en kommun i Marocko.   Den ligger i provinsen Khouribga och regionen Béni Mellal-Khénifra, i den nordöstra delen av landet, 150 km söder om huvudstaden Rabat. Antalet invånare är 7 084.